# Диего (черепаха)
Диего — самец черепахи вида эспаньольская слоновая (лат. Chelonoidis hoodensis) с острова Эспаньола. Считается, что он вылупился на острове Эспаньола, входящем в состав Галапагосских островов, и в молодости был пойман и отправлен в Соединённые Штаты, где выставлялся в зоопарках. К концу 1940-х годов он находился в зоопарке Сан-Диего, Калифорния, однако его вид был неизвестен. В 1976 году была начата программа по разведению черепах вида Chelonoidis hoodensis, поскольку на тот момент в живых оставалось только 15 особей. Диего с помощью анализа ДНК был идентифицирован как принадлежащий к этому виду, и для участия в данной программе был отправлен на остров Санта-Крус. Диего стал отцом более 900 отпрысков, которые были выпущены на волю на острове Эспаньола, и это помогло довести численность дикой популяции до более чем 2000 особей. Программа окончилась в январе 2020 года, и Диего был выпущен на волю в дикую природу.

## Ранняя жизнь
Считается, что приблизительно до 1920 года Диего вылупился на острове Эспаньола, одном из Галапагосских островов. В период 1928—1933 годов он был пойман и перевезён в Соединённые Штаты в составе партии черепах с Галапагосских островов, отправленной в американские зоопарки. Диего весит 80 кг, в длину его тело достигает 90 см, рост (с вытянутой шеей) — 1,5 метра.

## Программа по разведению черепах
Эспаньольским слоновым черепахам (Chelonoidis hoodensis) угрожали охота с целью употребления в пищу и конкуренция со стороны коз, и в 1960-х годах вид был объявлен находящимся под угрозой исчезновения. В 1976 году была начата программа по разведению черепах, однако на этот момент на острове оставалось только 12 самок и 3 самца. Только два самца оказались пригодными к размножению, поэтому в рамках программы проводился поиск находящихся в неволе других Эспаньольских слоновых черепах. К этому моменту Диего находился в зоопарке Сан-Диего уже 30 лет, но его вид был неизвестен. ДНК-тестирование показало, что он принадлежал к этому виду, и в 1977 году для участия в программе он был перевезён на остров Санта-Крус, Галапагос.
Трёх самцов черепах совместно с разными самками поместили в раздельные загоны, а молодняк один или два раза в год выпускали на остров Эспаньола. Выживаемость потомства на острове составляла около 50 %. За это время Диего стал отцом около 900 потомков, что составило около 40 % от общего результата программы. Второй самец, которому было дано обозначение E5, произвёл на свет большую часть оставшихся 60 %, а третий самец, E3, произвёл очень мало потомства.
Несмотря на то, что E5 добился большего успеха в воспроизведении потомства, Диего привлёк к себе наибольшее внимание средств массовой информации и, как говорят, «так много занимался сексом, что спас свой вид». Считается, что это связано с тем, что E5 имел более сдержанный характер, менее интересное имя, и редко обнаруживался спаривавшимся. По сравнению с ним Диего описывался как более агрессивный, активный и громкий при акте спаривания, что, в свою очередь, сделало его популярным среди самок черепах.
Диего оставался в программе разведения до конца января 2020 года. К этому времени в рамках программы количество черепах на Эспаньоле возросло до 2 000 особей, которые считаются самодостаточными без новых притоков молодняка из программы. Диего в июне 2020 года возвращён на Эспаньолу и выпущен на волю вместе с 14 другими черепахами. Предполагается, что он может дожить до 150-летнего возраста.